# 丹比鎮區 (密歇根州)
丹比鎮區（英語：Danby Township）是位於美國密歇根州愛奧尼亞縣的一個行政鎮區。

## 地方資料
丹比鎮區的面積為93.50平方千米，當中陸地面積為91.50平方千米，而水域面積為2.00平方千米。根據2020年美國人口普查的數據，當地共有人口2953人，而人口密度為每平方千米31.60人。